# ویکتور ساویل
ویکتور ساویل (انگلیسی: Victor Saville؛ ۲۵ سپتامبر ۱۸۹۵ – ۸ مهٔ ۱۹۷۹) یک کارگردان، تهیه‌کننده، و فیلم‌نامه‌نویس اهل بریتانیا بود.

## بخشی از فیلم‌شناسی
- کیتی
- جام نقره (فیلم)
- جمعه سیزدهم
- خیانتکار
- دوک آهنی
- دیکتاتور
- همیشه‌سبز